# Wahlkreis Buckingham

Der Wahlkreis Buckingham mit den Grenzen von 2010

Buckingham war ein Wahlkreis in Buckinghamshire für das britische Unterhaus. Der Wahlkreis wurde 1885 in seiner heutigen Form geschaffen und deckte einen Großteil des ehemaligen Districts Aylesbury Vale und einen Teil von Wycombe ab. Er entsendet einen Abgeordneten ins Parlament.

## Grenzen

Der Buckingham mit den Grenzen von 2007

Der Wahlkreis umfasst heute im Distrikt Aylesbury Vale die Wahlbezirke (wards) Buckingham North, Buckingham South, Eddlesborough, Gatehouse, Great Brickhill & Newton Longville, Great Horwood, Grendon Underwood & Brill, Haddenham & Stone, Long Crendon, Luffield Abbey, Marsh Gibbon, Oakfield & Bierton, Oakley, Pitstone & Cheddington, Quainton, Steeple Claydon, Stewkley, Tingewick, Waddesdon, Watermead, Weedon, Wing, Wingrave und Winslow, sowie im Distrikt Wycombe die Wahlbezirke Icknield und The Risboroughs.
Die Boundary Commission for England hat in ihrem Bericht im September 2018 vorgeschlagen die Gesamtzahl an Abgeordneten von 650 auf 600 zu reduzieren. Wenn das Parlament diesem Vorschlag zustimmt würden die Änderungen bei der nächsten planmäßigen Unterhauswahl in Kraft treten.
In Folge würde der Wahlkreis Buckingham um einige Wahlbezirke, insbesondere aus den nördlichen Wahlkreisen, anwachsen und deshalb in Buckingham and Milton Keynes West umbenannt werden.

## Abgeordnete

### Abgeordnete seit 1906
| Wahl            | Abgeordneter     | Partei                   |
| --------------- | ---------------- | ------------------------ |
| 1906            | Frederick Verney | Liberal                  |
| 1910            | Sir Harry Verney | Liberal                  |
| 1918            | George Bowyer    | Conservative             |
| 1937 (Nachwahl) | John Whiteley    | Conservative             |
| 1943 (Nachwahl) | Lionel Berry     | Conservative             |
| 1945            | Aidan Crawley    | Labour                   |
| 1951            | Frank Markham    | Conservative             |
| 1970            | Robert Maxwell   | Labour                   |
| 1983            | George Walden    | Conservative             |
| 1997            | John Bercow      | Conservative             |
| 2009            | John Bercow      | Sprecher des Unterhauses |
| 2019            | Greg Smith       | Conservative             |

## Wahlergebnisse
| Unterhauswahl 2019: Buckingham | Unterhauswahl 2019: Buckingham | Unterhauswahl 2019: Buckingham | Unterhauswahl 2019: Buckingham | Unterhauswahl 2019: Buckingham |
| Partei                         | Kandidat                       | Stimmen                        | %                              | ±                              |
| ------------------------------ | ------------------------------ | ------------------------------ | ------------------------------ | ------------------------------ |
| Conservative                   | Greg Smith                     | 37.035                         | 58,4                           |                                |
| Lib Dem                        | Stephen Dorrell                | 16.624                         | 26,2                           |                                |
| Labour                         | Brian Mapletoft                | 7.638                          | 12,0                           |                                |
| Brexit Party                   | Andrew Bell                    | 1.286                          | 2,0                            |                                |
| Unabhängig                     | Ned Thompson                   | 681                            | 1,1                            |                                |
| English Democrats              | Brian Mapletoft                | 194                            | 0,3                            |                                |
| Wahlbeteiligung                | Wahlbeteiligung                | 63.458                         | 76,3                           | +10,2                          |

| Unterhauswahl 2017: Buckingham | Unterhauswahl 2017: Buckingham | Unterhauswahl 2017: Buckingham | Unterhauswahl 2017: Buckingham | Unterhauswahl 2017: Buckingham |
| Partei                         | Kandidat                       | Stimmen                        | %                              | ±                              |
| ------------------------------ | ------------------------------ | ------------------------------ | ------------------------------ | ------------------------------ |
| Sprecher des Unterhauses       | John Bercow                    | 34.299                         | 65,1                           | +0,6                           |
| Green                          | Michael Sheppard               | 8.574                          | 16,3                           | +2,5                           |
| Unabhängig                     | Scott Raven                    | 5.638                          | 10,7                           |                                |
| UKIP                           | Brian Mapletoft                | 4.168                          | 7,9                            | −13,8                          |
| Wahlbeteiligung                | Wahlbeteiligung                | 52.679                         | 66,2                           | −3,1                           |

| Unterhauswahl 2015: Buckingham | Unterhauswahl 2015: Buckingham | Unterhauswahl 2015: Buckingham | Unterhauswahl 2015: Buckingham | Unterhauswahl 2015: Buckingham |
| Partei                         | Kandidat                       | Stimmen                        | %                              | ±                              |
| ------------------------------ | ------------------------------ | ------------------------------ | ------------------------------ | ------------------------------ |
| Sprecher des Unterhauses       | John Bercow                    | 34.617                         | 64,5                           | +17,2                          |
| UKIP                           | David Fowler                   | 11.675                         | 21,7                           | +4,3                           |
| Green                          | Hugh Small                     | 7.400                          | 13,7                           |                                |
| Wahlbeteiligung                | Wahlbeteiligung                | 53.692                         | 69,3                           | +4,8                           |